# 府中市立府中第九中学校
府中市立府中第九中学校（ふちゅうしりつふちゅうだいきゅうちゅうがっこう）は、東京都府中市にある公立の中学校。

## 沿革
- 1977年（昭和52年）4月　開校

## 学区
- 府中市立第八小学校学区（清水が丘1丁目を除く）の全域
- 府中市立矢崎小学校学区のうち是政3丁目、5丁目の地域
- 府中市立小柳小学校学区のうち西武多摩川線以西の地域

## 出身者
- 増島綾子（女優）
- 見栄晴（コメディアン）

## 所在地
- 東京都府中市小柳町2丁目49番地